# Wereldkampioenschap voetbal 2006 (achtste finale) Spanje - Frankrijk
Deze pagina is een subpagina van het artikel Wereldkampioenschap voetbal 2006. Hierin wordt de wedstrijd in de 1/8e finale tussen Spanje en Frankrijk gespeeld op 27 juni nader uitgelicht.

## Wedstrijdgegevens
| Datum                | 27 juni 2006                          | 27 juni 2006                          |
| Stadion              | AWD-Arena, Hannover                   | AWD-Arena, Hannover                   |
| Toeschouwers         | 43.000                                | 43.000                                |
| Scheidsrechter       | Roberto Rosetti                       | Roberto Rosetti                       |
| Assistenten          | Cristiano Copelli Alessandro Stagnoli | Cristiano Copelli Alessandro Stagnoli |
| Vierde man           | Markus Merk                           | Markus Merk                           |
| Man van de wedstrijd | Patrick Vieira                        | Patrick Vieira                        |
|                      | Spanje                                | Frankrijk                             |
| Doelpunten           | 1                                     | 3                                     |
| Gele kaarten         | 1                                     | 3                                     |
| Rode kaarten         | 0                                     | 0                                     |
| Wissels              | 3                                     | 2                                     |
| Schoten op doel      | 2                                     | 5                                     |
| Schoten naast doel   | 7                                     | 9                                     |
| Overtredingen        | 29                                    | 23                                    |
| Hoekschoppen         | 8                                     | 5                                     |
| Buitenspel           | 2                                     | 8                                     |
| Strafschoppen        | 1                                     | 0                                     |
| Balbezit (tijd)      | 30 min                                | 19 min                                |
| Balbezit (%)         | 61%                                   | 39%                                   |

| Spanje | 1 – 3          | Frankrijk |
| David Villa 28' (pen.) | goals (assist) | 41' Franck Ribéry 83' Patrick Vieira 90+2' Zinédine Zidane |
| Luis Aragonés | bondscoach     | Raymond Domenech |
| Iker Casillas Mariano Pernía Carles Puyol Raúl González 54' Xavi 72' Fernando Torres Xabi Alonso Sergio Ramos Cesc Fabregas David Villa 54' Pablo Ibáñez | opstellingen   | Fabien Barthez Éric Abidal Patrick Vieira William Gallas Claude Makélélé 74' Florent Malouda Zinédine Zidane 88' Thierry Henry Lilian Thuram Willy Sagnol Franck Ribéry |
| Luis García 54' Joaquín 54' Marcos Senna 72' | wissels        | 74' Sidney Govou 88' Sylvain Wiltord |
| Carles Puyol 82' | gele kaarten   | 68' Patrick Vieira 87' Franck Ribéry 90+1' Zinédine Zidane |
| | rode kaarten   | |

## Overzicht van wedstrijden
| Groepswedstrijden | | | |
| Groep A | Groep B | Groep C | Groep D |
| Duitsland - Costa Rica Polen - Ecuador Duitsland - Polen Ecuador - Costa Rica Ecuador - Duitsland Costa Rica - Polen             | Engeland - Paraguay Trinidad en Tobago - Zweden Engeland - Trinidad en Tobago Zweden - Paraguay Zweden - Engeland Paraguay - Trinidad en Tobago | Argentinië - Ivoorkust Servië en Montenegro - Nederland Argentinië - Servië en Montenegro Nederland - Ivoorkust Nederland - Argentinië Ivoorkust - Servië en Montenegro | Mexico - Iran Angola - Portugal Mexico - Angola Portugal - Iran Portugal - Mexico Iran - Angola                               |
| Groep E | Groep F | Groep G | Groep H |
| Italië - Ghana Verenigde Staten - Tsjechië Italië - Verenigde Staten Tsjechië - Ghana Tsjechië - Italië Ghana - Verenigde Staten | Australië - Japan Brazilië - Kroatië Brazilië - Australië Japan - Kroatië Japan - Brazilië Kroatië - Australië                                  | Frankrijk - Zwitserland Zuid-Korea - Togo Frankrijk - Zuid-Korea Togo - Zwitserland Togo - Frankrijk Zwitserland - Zuid-Korea                                           | Spanje - Oekraïne Tunesië - Saoedi-Arabië Spanje - Tunesië Saoedi-Arabië - Oekraïne Saoedi-Arabië - Spanje Oekraïne - Tunesië |
| Achtste finales | | | |
| Duitsland - Zweden Argentinië - Mexico                                                                                           | Italië - Australië Zwitserland - Oekraïne | Engeland - Ecuador Portugal - Nederland | Brazilië - Ghana Spanje - Frankrijk                                                                                           |
| Kwartfinales | | | |
| Duitsland - Argentinië | Italië - Oekraïne | Engeland - Portugal | Brazilië - Frankrijk |
| Halve finales | | | |
| Duitsland - Italië | Duitsland - Italië | Portugal - Frankrijk | Portugal - Frankrijk |
| Troostfinale | | | |
| Duitsland - Portugal | | | |
| Finale | | | |
| Italië - Frankrijk | | | |